# تیل (دهانه)
تیل یک دهانه برخوردی در ماه‌ است.

## دهانه‌های اقماری
این دهانه ۱ دهانه اقماری دارد.
| Thiel | عرض جغرافیایی | طول جغرافیایی | قطر          |
| ----- | ------------- | ------------- | ------------ |
| T     | ۴۰.۴° N       | ۱۳۶.۶° W      | ۳۱.۰ کیلومتر |